# أرماند دجيرابي
أرماند دجيرابي (بالإنجليزية: Armand Djerabe)‏ (مواليد 11 سبتمبر 1980 في إنجامينا) لاعب كرة قدم تشادي دولي يجيد اللعب في خط الدفاع . يلعب حاليا لصالح نادي ريكوينز أتلانتيك البينيني منذ 2010 .

## وصلات خارجية
- أرماند دجيرابي على موقع الاتحاد الدولي (مؤرشف)  (الإنجليزية)
- أرماند دجيرابي على موقع قاعدة بيانات كرة القدم.إي يو (الإنجليزية)
- أرماند دجيرابي على موقع ناشيونال فوتبول تيمز (الإنجليزية)
- أرماند دجيرابي على موقع عالم كرة القدم.نت (الإنجليزية)